# Campeonato Europeo de Korfbal
El Campeonato Europeo de Korfbal es un torneo internacional de korfbal que organiza la Federación Internacional de Korfbal (IKF) cada dos años.
En el territorio español solo la selección catalana participa en el europeo.

## Ganadores
- 1998: Países Bajos
- 2002: Países Bajos
- 2006: Países Bajos
- 2010: Países Bajos
- 2014: Países Bajos
- 2016: Países Bajos
- 2018: Países Bajos